# هنري بريستو
هنري بريستو هو سياسي أمريكي، ولد في 5 يونيو 1840 في جزيرة ساو ميغيل في البرتغال، وتوفي في 11 أكتوبر 1906 في بروكلين في الولايات المتحدة. نشط حزبياً في الحزب الجمهوري. وقد انتخب عضو مجلس النواب الأمريكي ‏.